# 吉根乡
吉根乡，是中华人民共和国新疆维吾尔自治区克孜勒苏柯尔克孜自治州乌恰县下辖的一个乡镇级行政单位，与吉尔吉斯斯坦接壤，境内的斯木哈纳村是中国最西端的聚落，竖立有“中国西极”碑。

## 行政区划
吉根乡下辖以下地区：
萨孜村、哈拉铁列克村、斯木哈纳村和沙哈勒村。